# Roop Kanwar
Roop Kanwar (* 1969; † 4. September 1987 in Deorala, Rajasthan in Indien) ist ein Opfer der Witwenverbrennung in Indien. Die Verbrennung wurde von vielen Zuschauern verfolgt und in aller Welt durch Medien und Wissenschaft rezipiert. Tausende Anhänger der Witwenverbrennung pilgerten anschließend zu dem Ort. Der Tod von Roop Kanwar führte zu heftigen öffentlichen Auseinandersetzungen und einer weiteren Verschärfung des Verbots der Witwenverbrennung.

## Leben
Kanwar wuchs in der Metropole Jaipur im Wüstenstaat Rajasthan auf und hatte 10 Jahre Schulbildung genossen. Sie heiratete den Lehrer Maal Singh und zog zu ihm in sein kleines Heimatdorf Deorala. Das Paar war kinderlos. Zum Zeitpunkt ihres Todes war Kanwar seit acht Monaten verheiratet.

## Verbrennung
Kanwar verbrannte im Alter von 18 Jahren auf dem Scheiterhaufen ihres Mannes. Ihr 24-jähriger Mann war am Vortag an Gastroenteritis verstorben. Die Berichte über die Verbrennung sind, bezüglich der Freiwilligkeit von Kanwars Tod, widersprüchlich.
Kanwar soll nach Angaben der Schwiegerfamilie beim Anblick der Leiche ihres Mannes nicht geweint und geäußert haben, sie wolle ihm folgen. Nachbarn und Verwandte, die sie von diesem Vorhaben abbringen wollten, habe sie mit besonderen Flüchen, den „Sati-Flüchen“, belegt. Das Vorhaben sei im Voraus bekannt gewesen und ihr Entschluss wurde von Dorfältesten und sogenannten heiligen Männern geprüft. Kanwar habe sich auf den Scheiterhaufen gesetzt, den Kopf ihres toten Mannes auf den Schoss genommen und ihren 15-jährigen Schwager gebeten, den Scheiterhaufen anzuzünden.
Andere Quellen berichten, Kanwar sei auf den Scheiterhaufen gezwungen worden. Unberührbare berichteten gegenüber der Presse, sie hätten am Todestag laute Auseinandersetzungen im Hause Singhs gehört. Kanwar sei von der Familie für den Tod ihres Mannes verantwortlich gemacht worden. Sie sei vermutlich mit Rauschmitteln betäubt auf den Scheiterhaufen gebracht worden. Ein Schwager habe das Feuer angezündet. Es sei Kanwar gelungen sich zu befreien. Sie sei um Hilfe rufend davongelaufen, doch sie sei wieder eingefangen worden und mit Holzscheiten geschlagen worden. Sie sei schreiend verbrannt. Die Polizei ist nicht eingeschritten.
Der Verbrennung haben 900 Zuschauer von Beginn an beigewohnt, später ist die Menschenmenge auf 4000 Zuschauer angewachsen.

## Geschehen nach der Verbrennung
Das Ereignis verursachte einen Aufschrei des Entsetzens in den städtischen Zentren Indiens und zeigte die Gegensätze zwischen traditionellen und modernen indischen Ansichten.
Nach ihrem Tod wurde Kanwar als eine satimata verehrt, als „Sati-Mutter“ mit angeblich göttlichen Eigenschaften. Tausende von Pilgern besuchten das Dorf Deorala, ungefähr 200 km südwestlich von Neu-Delhi, um Kanwar zu verehren. Drei Monate nach der Verbrennung hatten die Bewohner von Rajasthan bereits 230.000 US-$ gesammelt, um einen in Planung befindlichen Tempel für Kanwar zu bauen. Ein Jahr nach Kanwars Tod, im Jahr 1988, wurde ein Fest mit rund 3000 Teilnehmern zu Ehren der Sati Roop Kanwar gefeiert. Auch wurden Fotografien von Kanwar auf dem Scheiterhaufen in großen Stückzahlen verkauft.
Es entwickelte sich eine Bewegung gegen Witwenverbrennungen. Der Vorfall führte, vor allem auf Druck von Frauenorganisationen, zu einem neuen Gesetz. Die Zentralregierung erließ den „The Commission of Sati (Prevention) Act“, welcher Witwenverbrennungen und die Verehrung von verbrannten Witwen unter Strafe stellte.

## Prozesse
Im Zusammenhang mit Kanwars Verbrennung wurden mehrere umstrittene Prozesse geführt, die sich jeweils über mehrere Jahre hinzogen. Es wurden alle zum Zeitpunkt der Urteilsverkündung noch lebenden Angeklagten freigesprochen. Die Urteile wurden kontrovers aufgenommen.

### Mordprozess
32 Personen wurden wegen Mordes an Kanwar angeklagt. Unter den Angeklagten befanden sich ihr Schwiegervater und ihr Schwager. Jedoch war die Anklage nicht imstande, Zeugen vorzuladen, die bereit waren, den Vorfall vor Gericht zu bezeugen. Auch konnte sie die Filme, welche mehrere Zuschauer von der Verbrennung gedreht hatten, dem Gericht nicht vorlegen. Der Mordhergang, der laut Anklage darin bestanden haben soll, dass der Scheiterhaufen zusammen mit der lebendigen Kanwar entzündet wurde, konnte somit nicht bewiesen werden. Daher wurden alle Angeklagten am 11. Oktober 1996 freigesprochen, auch der minderjährige Schwager, der beschuldigt worden war, den Scheiterhaufen angezündet zu haben.

### Prozess wegen Verherrlichung der Witwenverbrennung
16 Personen wurden wegen Verherrlichung der Witwenverbrennung von Kanwar angeklagt. Unter den Angeklagten befanden sich ihr Schwiegervater, ihr Schwager, Bewohner von Deorala sowie hochgestellte Persönlichkeiten, die an dem Fest 1988 teilnahmen, beispielsweise der vorherige Minister und Vize-Präsident der BJP in Rajasthan, einer hindunationalistischen Partei, Rajendra Singh Rathore. Am 31. Januar 2004 wurden alle 11 Angeklagten, die zu diesem Zeitpunkt noch lebten, freigesprochen. Das Gericht in Jaipur begründete das Urteil damit, dass nicht bewiesen werden konnte, dass Kanwar den Sati-Tod gestorben sei. Wenn jedoch kein Sati begangen wurde, kann laut Urteilsspruch dieser auch nicht verherrlicht werden und daraus keine Straftat resultieren.
Der Rajasthan High Court schickte 2009 eine Vorladung an die Regierung Rajasthans, um sie zu befragen, warum der Fall nicht vor ein höheres Gericht weitergezogen wurde. Mehrere NGO forderten, dass gegen alle Beamte, die sich in der Verhandlung feindlich verhalten hatten, ermittelt werden soll.

## Vermarktung
Die Verbrennung Roop Kanwars wurde ein kommerzieller Erfolg mit Kanwar-Merchandising, mindestens zwei großen Kanwar-Events und einer Spendensammlung für einen Kanwar-Tempel, bei der innerhalb von drei Monaten 230.000 US-Dollar zusammenkamen. Auch 2019 ist die Verbrennung von Roop Kanwar in Hindukreisen noch populär.